# À Valparaíso
À Valparaíso és una pel·lícula de curtmetratge documental franco-xilena dirigida per Joris Ivens amb guió de Chris Marker, estrenada el 1965. Té una durada de 27 minuts.

## Argument
Pel·lícula documental sobre la ciutat de Valparaíso, la seva geografia, la seva història, el seu desenvolupament urbà.

## Repartiment
- Roger Pigaut : narrador